# Pedicularis ternata
Pedicularis ternata är en snyltrotsväxtart som beskrevs av Carl Maximowicz. Pedicularis ternata ingår i släktet spiror, och familjen snyltrotsväxter. Inga underarter finns listade i Catalogue of Life.